# Modulator (Optik)
Ein Modulator ist ein optisches Bauteil, um Licht eine definierte Charakteristik aufzuprägen. Dies kann beispielsweise eine zeitliche oder räumliche Amplituden- oder Phasenvariation sein.

## Anwendungsbeispiele
Anwendungen finden Modulatoren in optischen Spektrometern, um Messlicht eine Charakteristik aufzuprägen, so dass es nach Durchlauf durch das Spektrometer besser vom Umgebungslicht separiert werden kann. Das Umgebungslicht bedeutet normalerweise einen gewissen Gleichlichtanteil plus einem Anteil aus der Raumbeleuchtung, der mit den 50 Hz (bzw. 60 Hz) des Stromnetzes und damit intensitätsmäßig mit 100 Hz (bzw. 120 Hz) moduliert ist. Letzterer Einfluss kann auch leicht auf elektrischem Wege in das Empfängersignal einkoppeln und kann auf diese Weise mit eliminiert werden. Aber auch störendes reines Gleichlicht kann durch eine Wechselspannungsauswertung des Sensorsignals eliminiert werden. Beispielsweise helfen Lock-in-Verstärker dabei, nur den Signalanteil mit der Frequenz der Modulation zu verstärken und Beiträge von Gleichlicht oder mit anderen Frequenzen auszufiltern.
Weitere Anwendungen finden sich in der Laser-Materialbearbeitung oder der Laserentfernungsmessung.
Wenn es um nachrichtentechnische Anwendungen geht, dienen Modulatoren dazu, einem Trägerlichtstrahl ein Informations- oder Datensignal aufzumodulieren – analog oder auch digital. Das modulierte Licht wird typischerweise durch ein Lichtleiterkabel zum Empfänger geleitet.

## Modulatortypen

Akustooptischer Modulator mit piezoelektrischen Wandler

Folgende optische Modulatoren sind gebräuchlich:
- akustooptischer Modulator (AOM): der Laserstrahl wird an Ultraschallwellen gebeugt
- elektrooptischer Modulator (EOM) – auch als elektrooptischer Schalter (EOS) oder Elektrooptischer Polarisationsmodulator[1] bezeichnet – ändert Phase oder Polarisation:
  - Kerr-Zellen
  - Pockelszellen
  - Flüssigkristall-Anzeige

- Wellenlängenmodulatoren bestehen beispielsweise aus schwingend montierten Ablenkspiegeln im Strahlengang innerhalb eines Monochromators, beispielsweise in dispersiven optischen Spektrometern

- Chopper (rotierende Sektorblenden zur Intensitätsmodulation)

- Polarisationsmodulatoren

- interferometrische optische Modulatoren:
  - Mach-Zehnder-Modulator
  - zur Modulation von Laserstrahlen innerhalb oder außerhalb des Resonators (Prinzip des Fabry-Pérot-Interferometers: teildurchlässige planparallele Spiegel, die zueinander bewegt werden)

- Piezo-Modulation (s. u.)

### Chopper
In der Optik ist ein Chopper (dt. Pulsformer) meist eine rotierende Sektorblende zur Intensitätsmodulation. Sie moduliert das Licht in seiner Intensität rechteckig zwischen 0 % und 100 %. Ähnliche Modulationen können durch rotierende Spiegel, Winkelspiegel oder Prismen erreicht werden.

### Piezo-Modulation
Bei der Piezo-Modulation wird im Gegensatz zu anderen Modulationsarten nicht das Messlicht beeinflusst, sondern die Probe auf einem Piezo-Kristall montiert und mechanisch gedehnt und gestaucht, wobei man die Richtung der mechanischen Spannung ggf. in mehreren Ausrichtungen auf eine einkristalline Probe einstellen wird. Dadurch wird der Grad der (schon vorher vorhandenen) Doppelbrechung und damit das Reflexions-/Transmissionverhalten der Probe moduliert und damit auch das Messsignal. Die mechanische Spannungsbelastung der Probe durch den Piezomodulator wird exakt parallel oder senkrecht zur optischen Achse des Materials angelegt. Verwendet wird diese Methode vor allem bei Messungen, wo die Doppelbrechung erst durch ein äußeres Magnetfeld verursacht wird, also in der Magnetooptik.
Die Piezo-Modulation liefert, wie teilweise auch die Polarisationsmodulation, sinusförmige statt rechteckige Modulationen, was bei der Auswertung des Empfängersignals natürlich berücksichtigt werden muss.
Vgl. auch Spannungsoptik

## Auswertung
Zur Auswertung des Empfängersignals verwendet man meist einen Lock-In-Verstärker, der neben dem Empfängersignal auch das Modulationssignal erhält und damit das Nutzsignal vom Untergrund separieren kann.

## Anwendungsbereiche
Laserstrahlmodulatoren werden sowohl in der Nachrichtenübertragung als auch zu Forschungs- und Materialbearbeitungszwecken eingesetzt.
Die Modulation kann innerhalb des Laserresonators (sog. Güteschalter (englisch q-switch)) oder außerhalb im Laserstrahl erfolgen.
Diodenlaser (Nachrichtentechnik, Drucktechnik, CD-Brenner) haben meist keinen separaten Modulator, sondern werden über die Modulation des Betriebsstromes moduliert.
In Flüssigkristallbildschirmen (LCD) befinden sich ebenfalls elektrooptische Modulatoren: sie drehen die Polarisationsebene des Lichtes der Hintergrundbeleuchtung und arbeiten zusammen mit Polarisationsfiltern.

## Alternativen
Bei vielen Anwendungen wird an Stelle eines optischen Modulators eine modulierbare Lichtquelle eingesetzt. Für die Durchführung einer Amplitudenmodulation ist jede Lichtquelle geeignet, deren Intensität mit Hilfe des Betriebsstromes verändert werden kann, ohne dass ihr Spektrum sich verändert. In der Praxis erfolgt dieses Verfahren am besten mit Leucht- und Laserdioden, weil diese hohe Modulationsfrequenzen zulassen.